# Square Ambiorix
Pour les articles homonymes, voir Ambiorix (homonymie).
Le square Ambiorix (en néerlandais : Ambiorixsquare) est un square situé à l'est du centre de Bruxelles, dans le quartier des Squares. 

## Situation et accès
| ___ | Ce site est desservi par la station de métro : Schuman. |

## Origine du nom

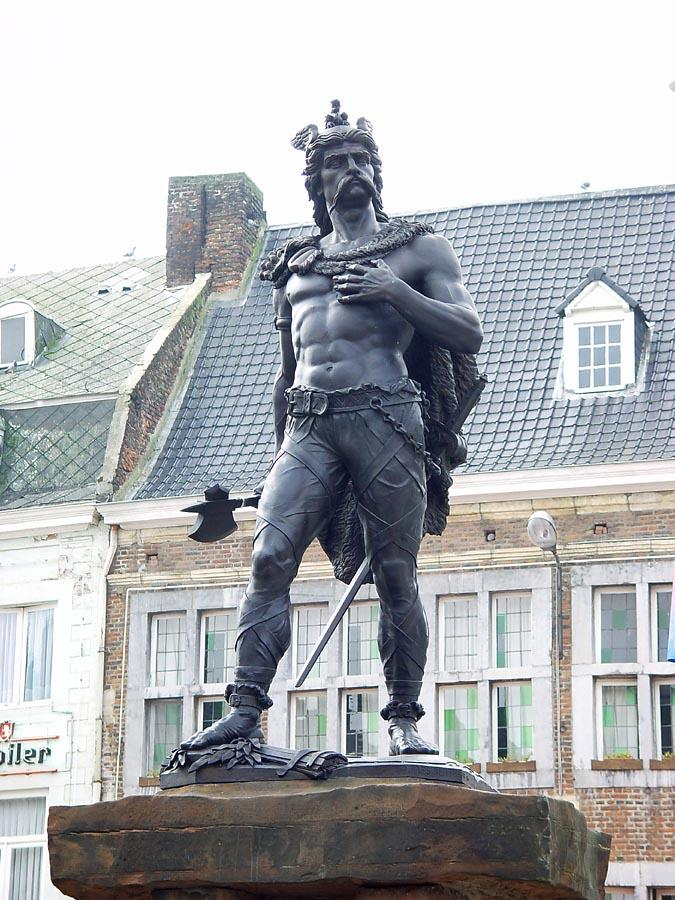
Statue d'Ambiorix à Tongres (Belgique).

Il porte le nom du chef gaulois Ambiorix. Plusieurs axes de ce quartier portent des noms celto-gaulois ou datés du Moyen Âge (boulevard Clovis, rue des Éburons, boulevard Charlemagne).

## Historique
Le square est ouvert suivant le plan d’aménagement dessiné par l’architecte Gédéon Bordiau, approuvé par arrêté royal en 1875.
Il prend sa dénomination en 1877.
Le square est aménagé dans les années 1880.

## Bâtiments remarquables et lieux de mémoire

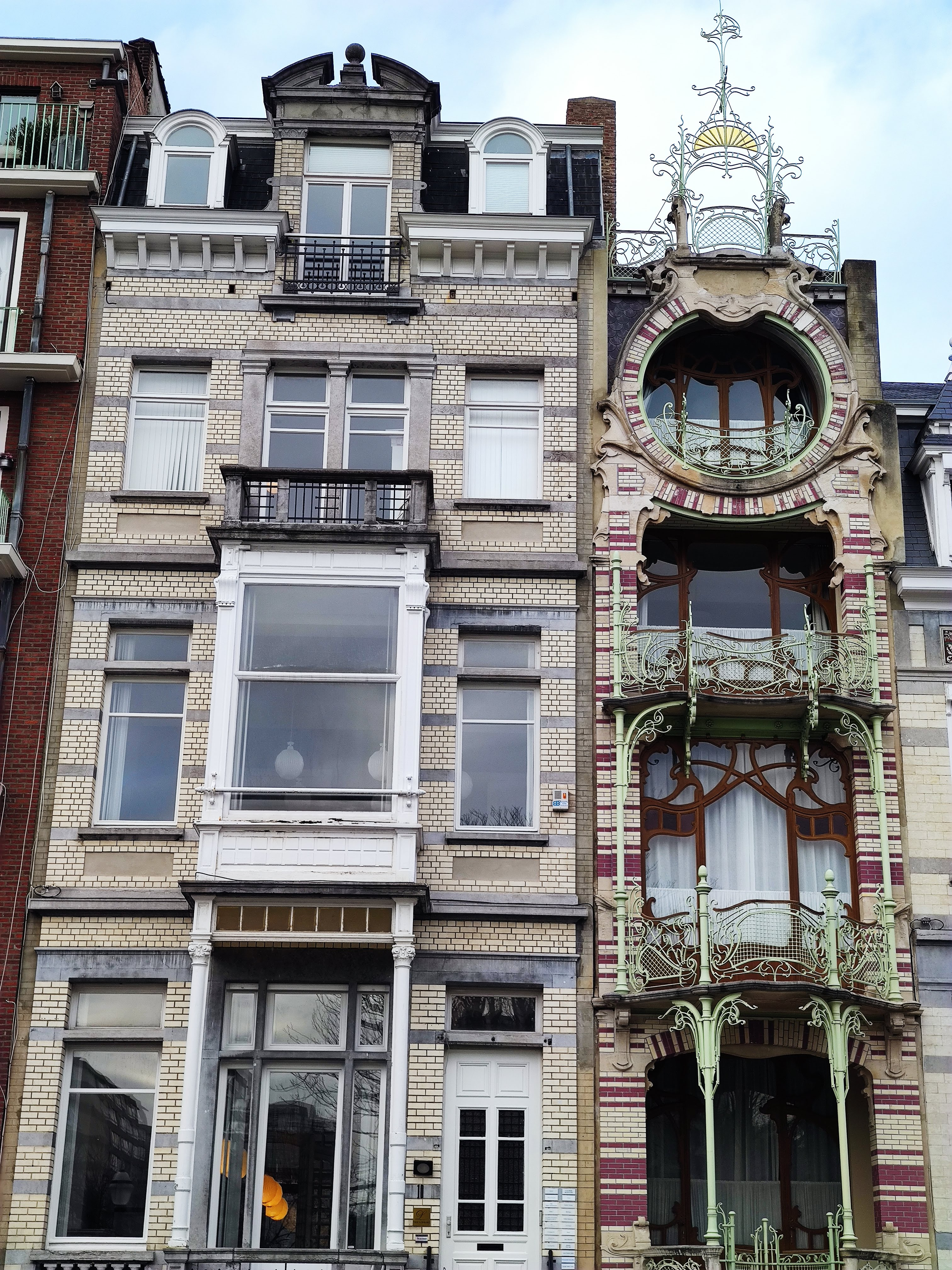
Maisons du square (no 11 à droite).

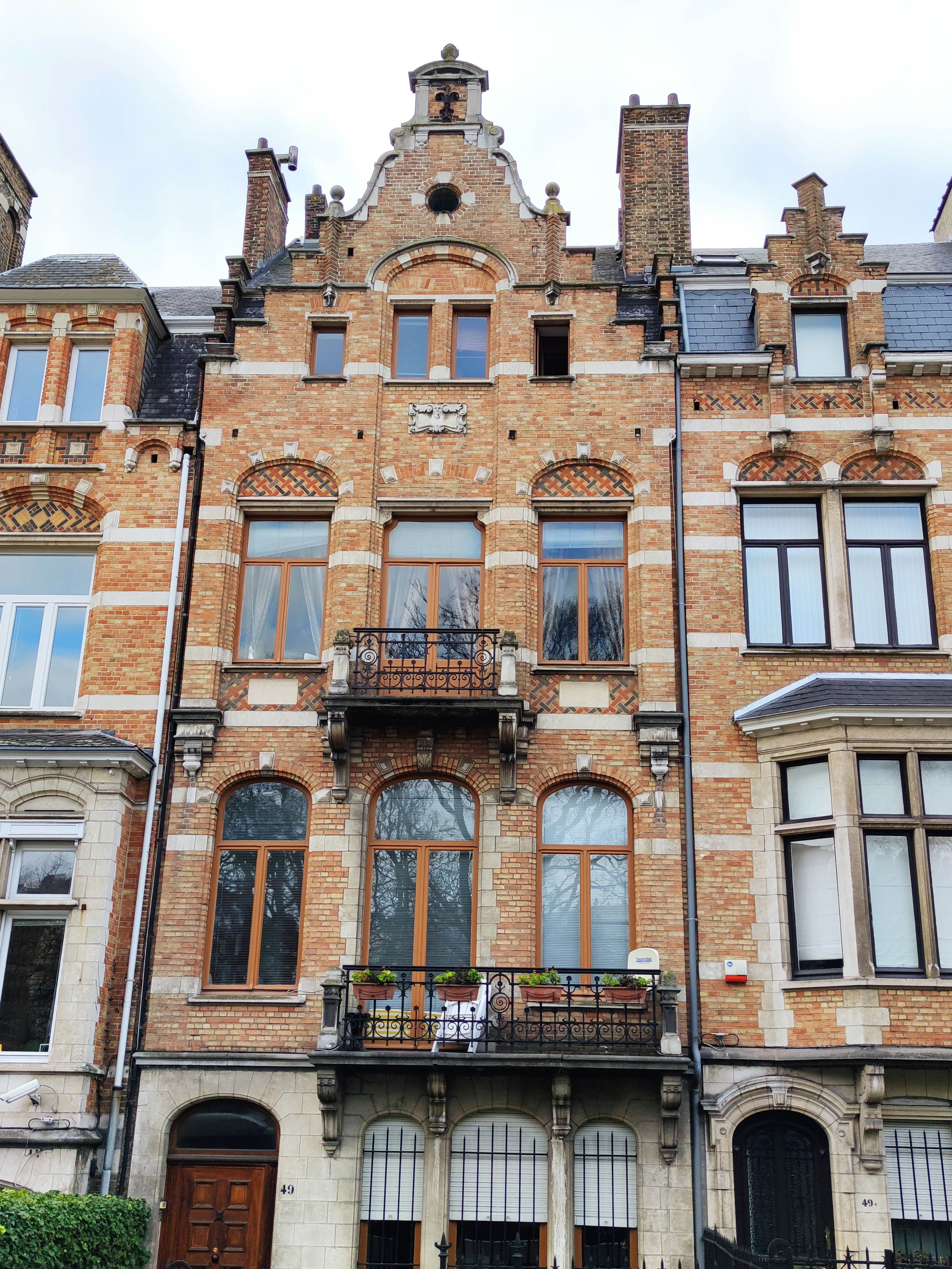
No 49.

- No 11 : maison Saint-Cyr, maison de style Art nouveau construite en 1901-1903 par l'architecte Gustave Strauven[2] (1878-1919) pour le peintre Georges Saint-Cyr. Après avoir été restaurée, elle est ouverte au public en 2019 pour « sans doute la première et dernière fois » dans le cadre du Brussels Art Nouveau & Art Deco Festival[3].
- No 45 : en 1990 sont inaugurés à cette adresse les locaux de la délégation générale de l'ancienne région française Rhône-Alpes[4].